# Lucia Recchia
Lucia Recchia (Rovereto, 8 gennaio 1980) è un'ex sciatrice alpina italiana specialista delle prove veloci.

## Biografia

### Stagioni 1996-2002
Residente a Brunico e tesserata per gruppo sportivo Fiamme gialle, iniziò a prendere parte a gare FIS nel gennaio del 1996 ed esordì in Coppa Europa il 7 febbraio 1998 a Nova Levante/Castelrotto, classificandosi 41ª in supergigante.
In Coppa del Mondo debuttò il 10 dicembre 1998 nel supergigante di Val-d'Isère; sempre in supergigante vinse la medaglia d'argento ai Mondiali juniores del 2000, disputati in Québec. Esordì ai Campionati mondiali a Sankt Anton am Arlberg 2001 (8ª nella discesa libera) e ai Giochi olimpici invernali a Salt Lake City 2002 (24ª nella discesa libera, 18ª nella combinata).

### Stagioni 2003-2012
Nel 2003 prese parte ai Mondiali di Sankt Mortiz (16ª nel supergigante, non concluse la discesa libera), mentre nella stagione 2004-2005 ottenne in supergigante i suoi due podi in Coppa del Mondo, l'11 dicembre ad Altenmarkt-Zauchensee (2ª) e il 19 febbraio a Åre (3ª), e conquistò il risultato più prestigioso della sua carriera: la medaglia d'argento ai Mondiali di Bormio/Santa Caterina Valfurva.
Ai XX Giochi olimpici invernali di Torino 2006 si classificò 13ª nella discesa libera e 8ª nel supergigante. Nella successiva rassegna iridata di Åre 2007 fu 29ª nella discesa libera e non completò il supergigante; anche ai Mondiali di Val-d'Isère 2009, suo congedo iridato, non completò la prova di supergigante. Ai XXI Giochi olimpici invernali di Vancouver 2010, sua ultima presenza olimpica, fu 9ª nella discesa libera e 7ª nel supergigante). La sua ultima gara in carriera fu la discesa libera di Coppa del Mondo disputata a Schladming il 14 marzo 2012 e chiusa al 22º posto.

## Palmarès

### Mondiali
- 1 medaglia:
  - 1 argento (supergigante a Bormio/Santa Caterina Valfurva 2005)

### Mondiali juniores
- 1 medaglia:
  - 1 argento (discesa libera a Québec 2000)

### Coppa del Mondo
- Miglior piazzamento in classifica generale: 25ª nel 2005
- 2 podi:
  - 1 secondo posto
  - 1 terzo posto

### South American Cup
- Miglior piazzamento in classifica generale: 10ª nel 2005
- 3 podi:
  - 2 vittorie
  - 1 secondo posto

#### South American Cup - vittorie
| Data             | Località  | Paese     | Specialità |
| ---------------- | --------- | --------- | ---------- |
| 5 settembre 2001 | Las Leñas | Argentina | SG         |
| 2 settembre 2004 | La Parva  | Cile      | SG         |

Legenda:

SG = supergigante

### Campionati italiani
- 10 medaglie[2]:
  - 3 ori (supergigante nel 2003; slalom gigante nel 2004; supergigante nel 2005)
  - 3 argenti (supergigante nel 2000; discesa libera nel 2005; discesa libera nel 2009)
  - 4 bronzi (discesa libera nel 2003; discesa libera, supergigante nel 2004; slalom gigante nel 2005; supergigante nel 2006)